# 诺瑟姆铂业
Northam Holdings是一家在JSE上市的独立综合铂族金属(PGM）生产商。主要业务集中在他的三个全资矿山，Zondereinde、Booysendal 和 Eland，以及 Zondereinde 的其他冶金业务，包括冶炼厂和卑金属去除厂。 Northam 开采的三种主要产品是广泛被汽车制造、珠宝和其他工业部门等行业使用的铂金、钯金和铑。

## 背景
诺瑟姆铂业在南非有三个主要矿区，分别位于林波波省的Zondereinde、姆普马兰加的Booysendal和西北的Eland。 Zondereinde矿场位于Thabazimbi附近 ，2016年产量为280,000盎司精炼铂族金属(PGM)，预计使用寿命超过 20 年 。Northam Chrome，从Zondereinde矿场开采中提取铬。Booysendal矿区包括三个矿场：Booysendal UG2 North、Booysendal Merensky North和Booysendal South。UG2 North于2013年7月开始投产，年产量为160,000盎司，可开采1.05亿盎司。Merensky North 正在开发中，South 矿山还包括 2015 年从Aquarius Platinum购买的 Everest 铂金矿。在一个合资项目中，诺瑟姆铂业与英美铂业和隆明拥有Pandora矿场的7.5%权益。诺瑟姆铂业还持有Dwaalkop合资企业50%的权益和Kokerboom勘探合资企业51%的权益，均位于北开普省。

2017 年 2 月，诺瑟姆铂业将以 1.75 亿南非兰特的价格从其所有者嘉能可手中收购 Eland 铂矿。 该矿据称拥有 2130 万盎司产品，自 2015 年以来因价格下跌和运营困难而关闭。 此次收购包括矿山两个采矿权、地面和地下基础设施 。诺瑟姆铂业还达成了通过嘉能可销售其铬产品的营销协议。

## 所有权
诺瑟姆铂业的股票在JSE交易。截至2016年6月30日，该集团持股数量为509,781,212股，如下表所示： 
| 排序 | 业主姓名                      | 持股比例 |
| ---- | ----------------------------- | -------- |
| 1    | Zambezi Platinum              | 31.37    |
| 2    | Coronation Asset Management   | 29.68    |
| 3    | 南非公共投資公司（PIC）       | 7.25     |
| 4    | Sanlam Investment Management  | 5.86     |
| 5    | Foord Asset Management        | 5.33     |
| 6    | 艾伦·格雷（Allan Gray）的客户 | 5.01     |
| 7    | 通过 JSE 持股的其他投资者     | 15.5     |
|      | 总计                          | 100.00   |

2016年度各大洲的股权结构分布如下：  :5
- 南非 89.9%
- 北美 5.6%
- 欧洲/英国 1.8%
- 世界 2.7%

## 碳足迹
诺瑟姆铂业的业绩报告称，截止2020 年6月30日，该公司的二氧化碳当量总排放量（直接 + 间接）为 1,077 Kt（同比增长 72/+7.1%）。 相对于自 2015 年第二季度以来观察到+5% 复合年增长率的长期趋势，增长速度有所加快。
| 2015 年 6 月 | 2016 年 6 月 | 2017 年 6 月 | 2018 年 6 月 | 2019 年 6 月 | 2020 年 6 月 |
| ------------ | ------------ | ------------ | ------------ | ------------ | ------------ |
| 804          | 838          | 882          | 924          | 1,006        | 1,077        |